# Большая Аншуковская
Большая Аншуковская — нежилая деревня в Вельском районе Архангельской области. Входит в состав Муниципального образования «Благовещенское». Носит также второе местное неофициальное название Порог.

## География
Деревня расположена в 61,7 километра на север от города Вельска , на правом берегу реки Устья притока Ваги. Ближайшие населённые пункты: на востоке деревня Малая Аншуковская и ныне нежилая деревня Алфёровская , на западе деревня Хайбутовская и на правом берегу реки Устья село Благовещенское, являющееся административным центром муниципального образования.
Часовой пояс
Большая Аншуковская, как и вся Архангельская область, находится в часовой зоне МСК (московское время). Смещение применяемого времени относительно UTC составляет +3:00.

## Население
| 2002 | 2010 | 2012 | 2014 |
| ---- | ---- | ---- | ---- |
| 0    | ↗1   | ↘0   | →0   |

## История
В деревне в 1800 году была построена часовня, приписанная к Слободско-Благовещенскому приходу и освящённая в честь Смоленской иконы Божией Матери.
Указана в «Списке населённых мест по сведениям 1859 года» в составе Шенкурского уезда Архангельской губернии под номером «2174» как «Антушевское (Порогъ)». Насчитывала 8 дворов, 30 жителей мужского пола и 30 женского.
В «Списке населенных мест Архангельской губернии на 1 мая 1922 года» в деревне уже 13 дворов, 51 мужчина и 53 женщины.